# Switzer
Switzer is een plaats (census-designated place) in de Amerikaanse staat West Virginia, en valt bestuurlijk gezien onder Logan County.

## Demografie
Bij de volkstelling in 2000 werd het aantal inwoners vastgesteld op 1138.

## Geografie
Volgens het United States Census Bureau beslaat de plaats een oppervlakte van
24,9 km², geheel bestaande uit land.